# Romunija na Pesmi Evrovizije
Romunija je na Evroviziji tekmuje od leta 1994, po tistem, ko se je v prvem poskusu leta 1993 uvrstila na zadnje mesto predkvalifikacij. Zaradi takratnih pravil relegacije so lahko vse države, ki v predkvalifikacijah niso bile uspešne, sodelovale naslednje leto – poleg Romunije še Estonija, Madžarska in Slovaška.
Romunska najboljša uvrstitev je prišla leta 2005 Luminița Anghel and Sistem s pesmijo Let Me Try in Paula Seling and Ovi iz leta 2010 s pesmijo Playing with Fire, ko so osvojili tretje mesto. Zadnjič se je Romunija uvrstila v finale leta 2017, ko sta Ilinca in Alex Florea osvojila 7. mesto s pesmijo »Yodel it!« Na naslednjem izboru (2018) je Romunija prvič, odkar so leta 2004 uvedli polfinale, ostala brez finalnega nastopa.

## Romunski predstavniki
| Leto | Glasbeniki                   | Pesem                        | Jezik                                 | Finale             | Točke              | Polfinale            | Točke                |
| ---- | ---------------------------- | ---------------------------- | ------------------------------------- | ------------------ | ------------------ | -------------------- | -------------------- |
| 1993 | Dida Drăgan                  | Nu pleca                     | Romunščina                            | Brez finala        | Brez finala        | 7.                   | 38                   |
| 1994 | Dan Bittman                  | Dincolo de nori              | Romunščina                            | 21.                | 14                 | Ni bilo polfinalov   | Ni bilo polfinalov   |
| 1996 | Monica Anghel & Sincron      | Rugă pentru pacea lumii      | Romunščina                            | Brez finala        | Brez finala        | 29.                  | 11                   |
| 1998 | Mălina Olinescu              | Eu cred                      | Romunščina                            | 22.                | 6                  | Ni bilo polfinalov   | Ni bilo polfinalov   |
| 2000 | Taxi                         | The Moon                     | Angleščina                            | 17.                | 25                 | Ni bilo polfinalov   | Ni bilo polfinalov   |
| 2002 | Monica Anghel & Marcel Pavel | Tell Me Why                  | Angleščina                            | 9.                 | 71                 | Ni bilo polfinalov   | Ni bilo polfinalov   |
| 2003 | Nicola                       | Don't Break My Heart         | Angleščina                            | 10.                | 73                 | Ni bilo polfinalov   | Ni bilo polfinalov   |
| 2004 | Sanda                        | I Admit                      | Angleščina                            | 18.                | 18                 | Top 11 prejšnje leto | Top 11 prejšnje leto |
| 2005 | Luminița Anghel & Sistem     | Let Me Try                   | Angleščina                            | 3.                 | 158                | 1.                   | 235                  |
| 2006 | Mihai Trăistariu             | Tornerò                      | Angleščina, italijanščina             | 4.                 | 172                | Top 11 prejšnje leto | Top 11 prejšnje leto |
| 2007 | Todomondo                    | Liubi, Liubi, I Love You     | Angl., it., špan., rus., franc., rom. | 13.                | 84                 | Top 10 prejšnje leto | Top 10 prejšnje leto |
| 2008 | Nico & Vlad                  | Pe-o margine de lume         | Romunščina, italijanščina             | 20.                | 45                 | 7.                   | 94                   |
| 2009 | Elena                        | The Balkan Girls             | Angleščina                            | 19.                | 40                 | 9.                   | 67                   |
| 2010 | Paula Seling & Ovi           | Playing with Fire            | Angleščina                            | 3.                 | 162                | 4.                   | 104                  |
| 2011 | Hotel FM                     | Change                       | Angleščina                            | 17.                | 77                 | 4.                   | 111                  |
| 2012 | Mandinga                     | Zaleilah                     | Španščina, angleščina                 | 12.                | 71                 | 3.                   | 120                  |
| 2013 | Cezar                        | It's My Life                 | Angleščina                            | 13.                | 65                 | 5.                   | 83                   |
| 2014 | Paula Seling & Ovi           | Miracle                      | Angleščina                            | 12.                | 72                 | 2.                   | 125                  |
| 2015 | Voltaj                       | De la capăt (All Over Again) | Romunščina, angleščina                | 15.                | 35                 | 5.                   | 89                   |
| 2016 | Ovidiu Anton                 | Moment of Silence            | Angleščina                            | Diskvalifikacija   | Diskvalifikacija   | Diskvalifikacija     | Diskvalifikacija     |
| 2017 | Ilinca & Alex Florea         | Yodel It!                    | Angleščina                            | 7.                 | 282                | 6.                   | 174                  |
| 2018 | The Humans                   | Goodbye                      | Angleščina                            | Brez finala        | Brez finala        | 11.                  | 107                  |
| 2019 | Ester Peony                  | On a Sunday                  | Angleščina                            | Brez finala        | Brez finala        | 13.                  | 71                   |
| 2020 | Roxen                        | Alcohol You                  | Angleščina                            | Festival odpovedan | Festival odpovedan | Festival odpovedan   | Festival odpovedan   |
| 2021 | Roxen                        | Amnesia                      | Angleščina                            | Brez finala        | Brez finala        | 12.                  | 85                   |
| 2022 | WRS                          | Llamame                      | Španščina, angleščina                 | 18.                | 65                 | 9.                   | 118                  |
| 2023 | Theodor Andrei               | D.G.T. (Off and On)          | Romunščina, angleščina                | Brez finala        | Brez finala        | 15.                  | 0                    |